# Collar (finanza)
Tra le strategie per opzioni, un collar (in inglese "colletto") è quella per cui, ad ogni 100 azioni acquistate, viene associato l'acquisto di 1 put e la vendita di 1 call.

## Strategia
La put serve a coprire le 100 azioni contro il rischio di eventuali forti ribassi del sottostante, mentre la call venduta ha lo scopo di fornire un profitto extra grazie al premio per la sua vendita, totalmente intascato se alla scadenza delle opzioni il titolo sottostante sarà sceso o rimasto fermo (al contrario, man mano che il titolo sale, la call venduta erode progressivamente il guadagno originato dalle azioni).
Se il premio della call venduta è esattamente uguale al costo della put acquistata, la strategia è a costo zero, considerando ovviamente a sé il costo delle azioni. A scadenza, la strategia risulterà positiva se il titolo sarà rimasto ad un livello di prezzo non distante da quello iniziale, in genere tra gli strike delle due opzioni.
In tempi di alta volatilità o di mercato in calo, il collar può venire utile per limitare il rischio verso il basso, senza dover ricorrere a liquidazioni del proprio portafoglio. Questo appunto per la copertura data da una put ottenuta ad un prezzo conveniente (od anche gratis) grazie alla vendita della call. Un ulteriore vantaggio è quello di conoscere a priori esattamente quale massimo guadagno e quale massima perdita comporterà detenere quelle azioni.